# Leo Kinnunen
Leo "Leksa" Kinnunen, född 5 augusti 1943 i Tammerfors, död 26 juli 2017, var en finländsk racerförare och den förste finländske formel 1-föraren.

## Racingkarriär
Kinnunen började tävla i motorcykelsport och fortsatte sedan i sportvagnar och rally. Han blev Interserie-mästare tre år i rad i början av 1970-talet.
Kinnunen debuterade i formel 1 för AAW Racing Team säsongen1974. Han kvalificerade sig bara till ett lopp, Sveriges Grand Prix 1974, som han var tvungen att bryta på grund av motorproblem.

## F1-karriär
| Säsong | Stall/Tillverkare              | Poäng | Placering |
| ------ | ------------------------------ | ----- | --------- |
| 1974   | AAW Racing Team (Surtees-Ford) | 0     | –         |